# Secretaría de Cultura, Artes y Deportes (Honduras)
La Secretaría de las Culturas, las Artes y los Patrimonios de los Pueblos de Honduras, fue la encargada de lo concerniente a la formulación, coordinación, ejecución y evaluación de las políticas referentes a la investigación, rescate y difusión del acervo cultural de la nación, la educación artística y la identificación, conservación y protección del patrimonio histórico cultural de la nación y todo lo relacionado con la organización, promoción y desarrollo del deporte. Esta Secretaría del Estado fue dividida en el gobierno del presidente Juan Orlando Hernández la actual se llama Secretaria de Estado en los Despachos de la Presidencia, Dirección Ejecutiva de Deportes/Cultura y Artes.

## Historia
Fue creada en 1975 como Secretaría de Estado en los Despachos de Cultura, Turismo e Información, pasando a aglutinar en su organigrama a instituciones centenarias como la Biblioteca Nacional Juan Ramón Molina y el Archivo Nacional de Honduras o los más recientes Teatro Nacional Manuel Bonilla e Instituto Hondureño de Antropología e Historia. 
Anualmente otorga diferentes premios como incentivo y reconocimiento a la producción artística y cultural de Honduras, como son la condecoración Hoja de Laurel en Oro, así como el Premio Nacional de Arte Pablo Zelaya Sierra, Premio de la Herencia Africana, Premio Nacional al Voluntariado Cultural, y desde el 2006 el Premio Nacional de Narrativa Infantil y Juvenil. 
Entre los años de 1990 al 2008, la Secretaría de Cultura, Artes y Deportes junto con el Centro Cultural de España en Tegucigalpa y la Escuela Nacional de Bellas Artes, convocaron cada 15 de noviembre la "Antología de las Artes Plásticas y Visuales" de Honduras para incentivar y documentar la creatividad anual, así como potenciar la proyección social de la E.N.B.A. Igualmente, cada año se rendía homenaje a un maestro de la plástica hondureña.

## Actualidad
En el año 2014,  Juan Orlando Hernández decidió disolver la presente Secretaría de Estado, para incluir sus fines en otras dos nuevos entes ministeriales, dando un golpe a la cultura del país. Se han dividido en dos direcciones ejecutivas, una al mando de Orlando Ponce en Deportes y otra con Fidelia Molina en Cultura y Artes.
En el año 2022, bajo la Presidencia de Xiomara Castro, se realizó una reestructuración ministerial que propuso elevar la Dirección Ejecutiva de Cultura y Artes nuevamente al rango de Secretaría, bajo la dirección de la escritora, catedrática y figura política Annarella Vélez Osejo, pasando a llamarse Secretaría de las Culturas, las Artes y los Patrimonios de los Pueblos de Honduras, mediante decreto PCM05-2022, emitido el 6 de abril en el Diario Oficial La Gaceta.